# Хроматије Аквилејски
Хроматије (умро око 406. или 407.) - свети епископ аквилејски. 
Свети Хроматије је рођен и одрастао у Аквилеји. Рано је остао без оца, а одгајали су га мајка и бројна браћа и сестре.
За свештеника је рукоположен 381. године и учествовао је на малом Аквилејском синоду који је организовао Амбросије Милански. После Валеријанове смрти 388. године, Хроматије је постао епископ Аквилеје. 
Као теолог, подстицао је своје пријатеље да стварају научна дела. Амброзија је подстицао да пише егзегетска дела; Јероним му је посветио преводе и коментаре, које је написао на његов предлог (преводи Товитијиних, Соломонових књига, коментари Авакумовог пророчанства). Помогао је у финансирању Јеронимовог дела.
У огорченој свађи између Јеронима и Руфина око оригенизма, Хроматије је, одбацујући доктрине Оригена Александријског, покушао да склопи мир између завађених. Одржавао је црквено општење са Руфином и навео га да не одговара на последњи напад светог Јеронима, већ да се посвети новим књижевним делима, посебно преводу Црквене историје Јевсевија.
Хроматије се супротстављао аријанству са много ревности и искорењивао га у својој епархији. Дао је чврсту подршку светом Јовану Златоусту, архиепископу цариградском, када је био неправедно прогоњен, и писао у његову корист Хонорију, западном цару, који је послао ово писмо свом брату Аркадију. Ова интервенција се, међутим, показала као неуспешна.
Хроматије је био активан и као егзегет. До модерних времена било је познато да је он написао само седамнаест расправа о Јеванђељу по Матеју (15–17; I-VI, 24), поред лепе проповеди о Осам блаженстава (која се рачуна као осамнаеста расправа). Године 1969. истраживач Анри Лемарије открио је и објавио тридесет осам проповеди.
Био је један од најпознатијих свештеника тог времена и био је у активној преписци са својим савременицима: Светим Амвросијем Миланским, блаженим Јеронимом Стридонским и писцем Руфином из Аквилеје.